# Ala infranta
Ala infranta (Sky Bride) è un film del 1932 diretto da Stephen Roberts.

## Distribuzione
Le date di uscita internazionali nel corso del 1932 sono state:
- 20 aprile negli Stati Uniti
- 4 settembre in Finlandia
- 22 ottobre in Svezia (När vingarna brista)
- 29 novembre in Portogallo (A Noiva do Céu)
- 1933 in Italia[1]